# Dimitrowo (Kaliningrad, Zentralrajon)
Dimitrowo (russisch Димитрово, deutsch Goldschmiede) ist ein Ortsteil der Stadt Kaliningrad in der russischen Oblast Kaliningrad.
Der Ortsteil befindet sich am nordwestlichen Stadtrand von Kaliningrad in dessen Zentralrajon.

## Geschichte

### Historie des Gutes
Goldschmiede war eines der ältesten Herrensitze des Samlands. Der Name stammt aus der ersten Hälfte des 17. Jahrhunderts. 1608 wurde er von dem Hofgerichtspräsidenten Aurifaber als Sommersitz käuflich erworben, dann übernahm die Familie von Auer die Begüterung. Der Amtshauptmann Ludwig von Auer hatte den großen Besitz 1652 gekauft. 1715 richtete die Adelsfamilie zur Festlegung der Erbfolge einen Familienfideikommiss ein. Zu ihm gehörten 600 Morgen Wald der Großen Wilkie und 13 Krüge und Krugländereien. Bekanntester Gutsbesitzer war der Generalmajor Kuno von Auer.
Der 9. und letzte Majoratsherr auf Goldschmiede war Christoph sen.von Auer (1887–nach 1958). Ab 1929 war Gut Goldschmiede ein Allodgut. Anfang der 1930er Jahre war seine Ehefrau Marie Luise von Auer, geb. Freiin von der Goltz, als Gutsbesitzerin vom Rittergut Goldschmiede und Vorwerk Altkehnen eingetragen. Verwalter war damals Hr. Goeldel. Gesamtfläche beider Besitzungen, 493 ha. Christoph sen. von Auer war zuletzt Oberst i. G. und Ehrenritter des Johanniterordens. Als Erbe war bestimmt sein Sohn, der Wirtschaftsjurist Christoph jun. von Auer (* 1920), Oberleutnant a. D. Nach dem Krieg lebten die Mitglieder der Familie von Auer aus Goldschmiede in Erlangen und in Walsrode.

### Weitere landwirtschaftliche Betriebe
Um 1930 gab es am Ort weitere landwirtschaftliche Betriebe, das 163 ha-Gut Dammhof von Kurt Hübner; das 540 ha-Gut Fuchsberg des Anton von Wittich. In der Gemarkung von Goldschmiede waren auch die Familie Schneege mit Gut Gallhöfen, Rittmeister Gerhard Reichel mit Rittergut Ober-Altkehnen und Friedrich von Weyhe mit den Rittergütern Prowehren uns Strittkeim als Landwirte aktiv.

### Politische Geschichte
Am 13. Juni 1874 wurde das Gut Goldschmiede Sitz und namensgebender Ort eines neu errichteten Amtsbezirks, der zum Landkreis Fischhausen (1939 bis 1945 Landkreis Samland) im Regierungsbezirk Königsberg der preußischen Provinz Ostpreußen gehörte. Im Jahre 1910 lebten im Gutsbezirk Goldschmiede 175 Einwohner. Im Jahr 1928 wurde der Gutsbezirk Goldschmiede mit sieben benachbarten Gutsbezirken zur Landgemeinde Goldschmiede zusammengefasst. Die Einwohnerzahl dieser Landgemeinde war 799 im Jahr 1933 und 696 im Jahr 1939.

### Nach 1945
Nach dem Zweiten Weltkrieg wurde der Ort im Jahr 1950 nach dem bulgarischen Kommunisten Georgi Dimitrow in Dimitrowo umbenannt und gleichzeitig in den Dorfsowjet Matrossowski im Rajon Gurjewsk eingeordnet. Später gelangte der Ort in den Dorfsowjet Pereslawski im Rajon Selenogradsk. Vermutlich Ende der 1970er Jahre wurde Dimitrowo in die Stadt Kaliningrad eingemeindet.

### Amtsbezirk Goldschmiede (1874–1945)

#### 1874–1928
In diesem Zeitraum gehörten zum Amtsbezirk Goldschmiede die folgenden neun Gutsbezirke:
| Deutscher Name | Russischer Name (nach 1945) | Bemerkungen                                                             |
| -------------- | --------------------------- | ----------------------------------------------------------------------- |
| Amalienhof     |                             | seit 1895, war vorher ein einfaches Gut                                 |
| Dammhof        |                             | seit 1895, war vorher ein einfaches Gut, einschl. des Vorwerks Dammkrug |
| Fuchsberg      | Cholmogorowka               |                                                                         |
| Gallhöfen      |                             | seit 1895, war vorher eine Besitzung                                    |
| Goldschmiede   | Dimitrowo                   |                                                                         |
| Ober Alkehnen  | Morosowka                   |                                                                         |
| Prowehren      |                             |                                                                         |
| Strittkeim     |                             | seit 1895, war vorher ein einfaches Gut                                 |
| Tannenwalde    | Tschkalowsk                 | seit spätestens 1883                                                    |

#### 1928–1945
Im Jahr 1928 wurden die Gutsbezirke Amalienhof, Dammhof, Fuchsberg, Gallhöfen, Goldschmiede, Ober Alkehnen, Prowehren und Strittkeim zur Landgemeinde Goldschmiede zusammengeschlossen. Am fiskalischen, kirchlichen oder privat-rechtlichen Besitz änderte sich dadurch nichts. Lediglich waren die Gutsbezirke juristisch keine eigenständigen Ortschaften mehr. Gleichzeitig wurde der Gutsbezirk Tannenwalde in die Landgemeinde Tannenwalde umgewandelt. Im Jahr 1939 wurde die Landgemeinde Tannenwalde in die Stadt Königsberg eingemeindet.